# El medallón perdido
The Lost Medallion: The Adventures of Billy Stone es una película infantil y juvenil con guion escrito por Bill Muir. La historia gira en torno a Billy Stone (Billy Unger) y Allie (Sammi Hanratty) como arqueólogos aficionados que encuentran un medallón perdido perteneciente a un antiguo rey de la tribu.

## Sinopsis
Las aventuras de Billy Stone, comienza cuando Daniel Anderson, (Alex Kendrick), visita un orfanato y los niños le piden que les cuente un cuento.  Daniel les cuenta la historia de Billy Stone (Billy Unger) y Allie (Sammi Hanratty), dos amigos de 13 años que encuentran un medallón que había estado extraviado por cientos de años y accidentalmente son transportados al pasado a una isla remota.
Para salvar la vida de Allie, Billy entrega el medallón a Cobra (Mark Dacascos), un guerrero del mal que gobierna la isla. Para recuperar el medallón y salvar la isla de la esclavitud, Billy y Allie tienen que aprender a trabajar en equipo con el joven y arrogante heredero al trono (Jansen Panettiere), su mejor amigo y un anciano sabio (James Hong).